# محفز الحبل الشوكي

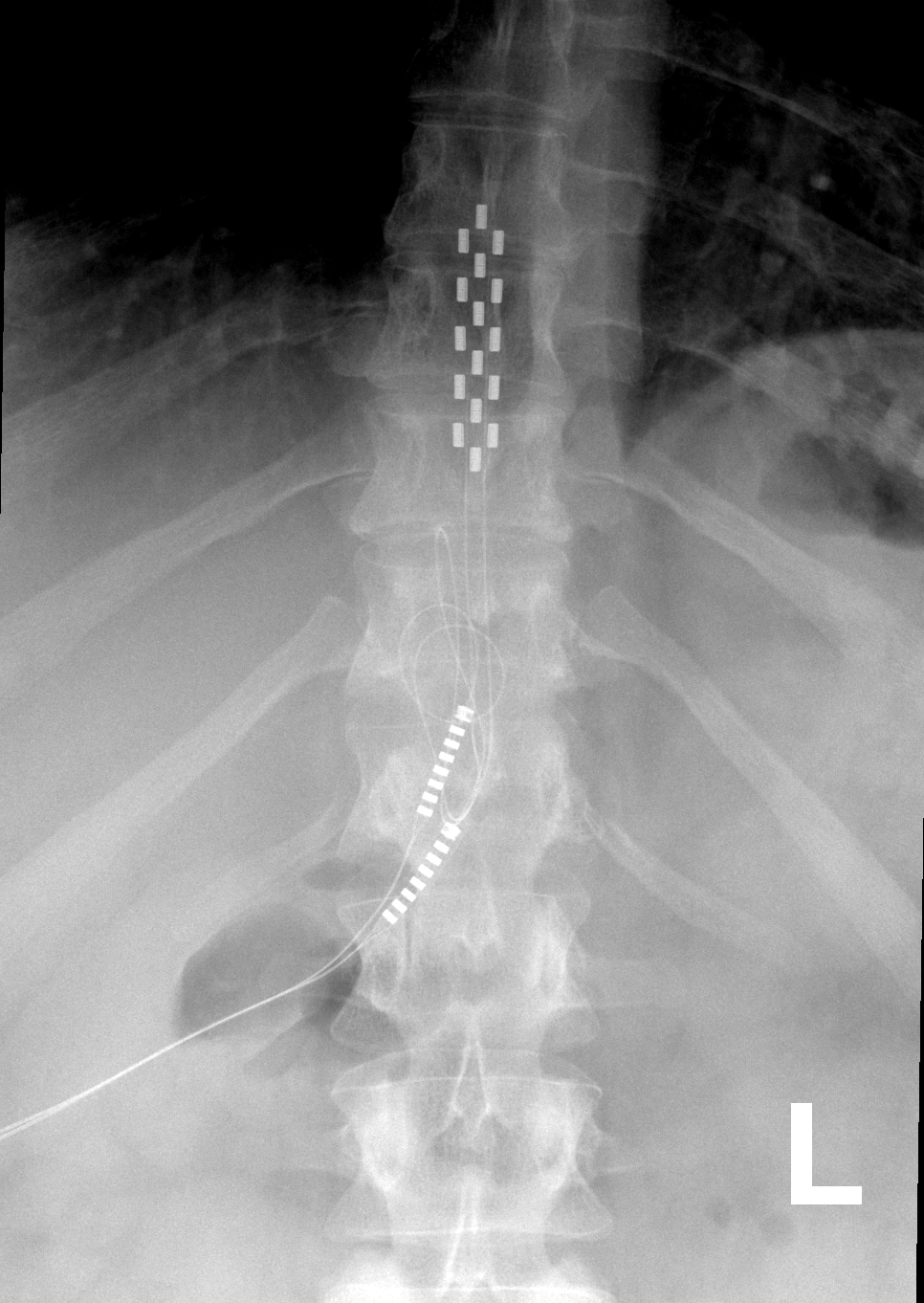
عرض أمامي بواسطة ألاشعة السينية للحبل الشوكي المحفز (SCS) مزروع في العمود الفقري الصدري

محفز النخاع الشوكي (بالإنجليزية: spinal cord stimulator)‏ (إس سي إس) أو محفز العمود الظهري (دي سي إس) هو أحد أنواع أجهزة التعديل العصبي القابلة للزرع (تُدعى أحيانًا باسم «صانعات سلام الألم») التي تُستخدم في إرسال الإشارات الكهربية إلى المناطق المرغوبة من النخاع الشوكي (الأعمدة الظهرية) بهدف علاج بعض حالات الألم المحددة. يُؤخذ «إس سي إس» بعين الاعتبار لدى الأشخاص الذين يعانون من حالة ألمية غير مستجيبة للوسائل العلاجية المحافظة الأخرى.

## التأثيرات الضارة والمضاعفات
تتراوح مضاعفات محفز النخاع الشوكي من المشاكل البسيطة التي يمكن تصحيحها بسهولة وصولًا إلى الشلل المدمر، والتلف العصبي والموت. في متابعة مستمرة لمدة 7 سنوات، بلغ معدل المضاعفات الإجمالية 5-18%. تشمل المضاعفات الأكثر شيوعًا هجرة الوصلة، وانكسار الوصلة والعدوى. تشمل المضاعفات الأخرى دوران مولد النبضات، والأورام الدموية (تحت الجلد أو فوق الجافية)، وتسرب السائل الدماغي الشوكي (سي إس إف)، وصداع ثقب الجافية، وعدم الارتياح في موقع مولد النبضات، والتورم المصلي والشلل السفلي العابر.
يجد بعض الأشخاص إحساس الوخز الناجم عن النموذج الأقدم من «إس سي إس» مزعجًا.
تتمثل المضاعفات الأكثر شيوعًا المتعلقة بالأجهزة في هجرة الوصلة، إذ يتحرك المسرى المزروع من موضعه الأصلي. يمكن عكس ذلك من خلال استرداد تغطية المذل عن طريق إعادة البرمجة. في الحالات المنطوية على هجرة كبيرة للوصلة، قد تظهر حاجة لإعادة العملية من أجل إعادة ضبط موقع الوصلة. تختلف الدراسات للغاية فيما يتعلق بالنسبة المئوية المبلغ عنها للأشخاص الذين اختبروا هجرة الوصلات، لكن يتراوح النطاق في معظم هذه الدراسات بين 10-25% من هجرة الوصلة لدى الأشخاص الخاضعين لتحفيز النخاع الشوكي.

## فحص المرضى
يجب فحص المرضى المرشحين لزرع محفز النخاع الشوكي بحثًا عن أي مضاد استطباب أو إصابة مرضية مترافقة. يجب أخد كل مما يلي في عين الاعتبار قبل تجربة المحفز:
- خطر النزف – تُعتبر تجربة محفز النخاع الشوكي وزرعه عمليتين عاليتي الخطر لحدوث نزف داخل النخاع، ما قد يسبب تلفًا عصبيًا دائمًا. يُعد التخطيط المناسب لإيقاف الأدوية المضادة للتخثر ومضادات الصفيحات أمرًا ضروريًا قبل عملية وضع المحفز.
- التقييم النفسي – يرتبط كل من الاكتئاب، والقلق، والجسدنة والتوهم المرضي بالنتائج الأسوأ لمحفز النخاع الشوكي. يوصي الخبراء بإجراء تقييم نفسي قبل عملية وضع المحفز. لا يُعتبر التشخيص باضطراب نفسي مضاد استطباب تام لعملية وضع المحفز. مع ذلك، يجب علاج الاضطراب قبل النظر في إمكانية إجراء تجربة موضع المحفز.
- وضع المحفز المتأخر – قد تصبح فعالية المحفز ضعيفة عند وضعه بعد سنين عدة من ظهور الألم المزمن. أشارت إحدى المراجعات التي شملت 400 حالة إلى بلوغ معدل النجاح 9% فقط لدى المرضى الخاضعين لزرع محفز بعد 15 عام من ظهور الألم مقارنة بنجاح 85% تقريبًا لدى المرضى الخاضعين لزرع محفز خلال عامين من ظهور الألم.
- الصعوبات التقنية – تعيق الشذوذات التشريحية، الخلقية أو المكتسبة، التموضع الصحيح لدى بعض الأفراد. يُعد تصوير العمود الفقري أمرًا ضروريًا في إرشاد اختيار المرشحين الذين يُفضل إجراء جراحة العمود الفقري لديهم كخيار ملائم أكثر من وضع المحفز.

## اقرأ أيضًا
- التحفيز العميق للدماغ